# Списак имена латинског порекла
|  |  |  |  |  |  |  |  |  |  |  |  |  |  |  |  |  |  |  |  |  |  |  |  |  |  |  |  |  |  |

### А
| Име     | Изворни облик   | Значење      |
| ------- | --------------- | ------------ |
| Адријан | лат H(A)drianus | житељ Адрије |
| Алиса   | лат Eli(s)a     | Пирова киша  |

### В
| Име      | Изворни облик   | Значење                          |
| -------- | --------------- | -------------------------------- |
| Валентин | лат Valentianus | умањити, ублажити бол            |
| Виктор   | лат Victor      | победник, победилац, победоносац |
| Вита     | лат Vitus       | путник                           |

### Е
| Име      | Изворни облик  | Значење          |
| -------- | -------------- | ---------------- |
| Емилијан | лат Aemilianus | такмац, супарник |

### Ј
| Име    | Изворни облик | Значење                 |
| ------ | ------------- | ----------------------- |
| Јулије | лат Julius    | који је кудрав, коврџав |

### К
| Име       | Изворни облик | Значење                |
| --------- | ------------- | ---------------------- |
| Климент   | лат Clemens   | који је милостив, благ |
| Корнелије | лат Cornelius | рог                    |

### М
| Име    | Изворни облик | Значење         |
| ------ | ------------- | --------------- |
| Максим | лат Maximus   | који је највећи |
| Марко  | лат Marcus    |                 |
| Мартин | лат Martinus  |                 |
| Матеја | Matthaeus     |                 |

Митар персијски Митра је Бог светлости и правде, зато se зове Патријархова капа Митра. Познат је верски правац Митраизам. То име код Грка добија префикс Ди, па постаје Димитриос, код нас варијација нарочито и Лици Дмитар.

### О
| Име    | Изворни облик | Значење |
| ------ | ------------- | ------- |
| Оливер | лат Olivifer  |         |

### П
| Име       | Изворни облик | Значење     |
| --------- | ------------- | ----------- |
| Павле     | лат Paulus    | мали, ситан |
| Петроније | Petronius     | стари ован  |

### Р
| Име   | Изворни облик | Значење          |
| ----- | ------------- | ---------------- |
| Роман | лат Romanus   | римски, римљанин |

### С
| Име   | Изворни облик | Значење        |
| ----- | ------------- | -------------- |
| Север | лат Severus   | строг, озбиљан |